# Meurtre d'enfant
Le meurtre d'enfants, plus rarement appelé pédicide, est le meurtre de la part d'une personne sur un individu mineur . Dans de nombreux territoires, cela est considéré comme une forme aggravée d’homicide. L'âge de la victime peut constituer un facteur aggravant, ou le meurtre d'enfants peut constituer une infraction pénale à part entière.
Le meurtre d'enfant n'est pas synonyme d'infanticide dans les pays qui définissent l'infanticide de manière restrictive comme s'appliquant aux nouveau-nés seulement lorsque la mère a un état d'esprit perturbé. Les décès intentionnels d'enfants qui ne sont pas des nouveau-nés sont alors traités comme des meurtres et non pas comme des infanticides. La peine est également beaucoup plus lourde en cas de condamnation pour meurtre, par rapport à une condamnation pour infanticide. À titre d'exemple, dans l'affaire Cathie Gauthier au Canada, la mère a été reconnue coupable de trois meurtres sur des enfants âgés de 12 ans, 7 ans et 4 ans,.

## Peine en fonction du territoire

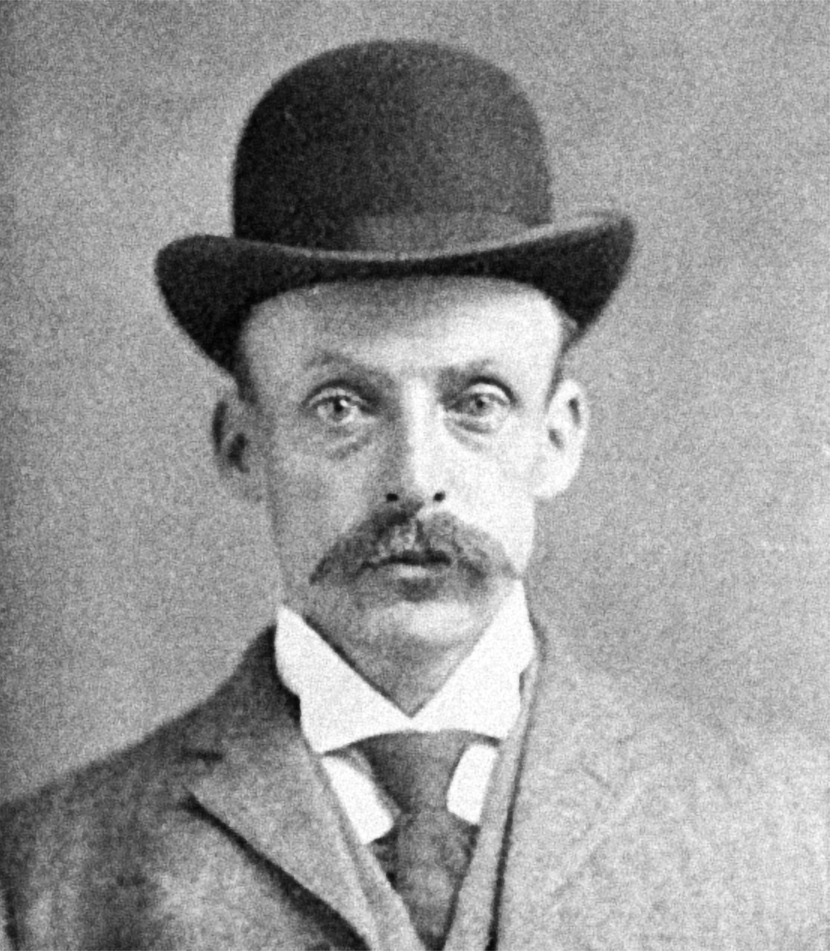
Albert Fish (1870 – 1936) est un tueur en série qui a assassiné des enfants

### États-Unis
En 2008, il y a eu 1 494 homicides d’enfants aux États-Unis. Parmi les personnes tuées, 1 035 étaient des enfants de sexe masculin et 452 des enfants de sexe féminin.
Aux États-Unis, il y a environ la moitié des États qui maintiennent la peine de mort, et ils ont inclus le meurtre d'enfants dans leur liste de circonstances aggravantes pouvant rendre un meurtre passible de la peine de mort. Selon l'âge de la victime, la sanction est différente dans certains états. Mais les âges sont fixés entre 10 et 17 ans, 12 ans étant l'âge le plus courant.
L'homicide involontaire d'un enfant peut donner lieu à des accusations et des sanctions aggravées dans certaines juridictions comme par exemple l'État de Floride.

### Royaume-Uni
Au Royaume-Uni, tout meurtre est obligatoirement passible d'une peine d'emprisonnement à perpétuité . En Angleterre et au Pays de Galles, le meurtre d'un enfant implique un comportement sexuel ou sadique, ou encore l'enlèvement de la victime peut entraîner une peine d'emprisonnement à perpétuité (ce qui signifie une peine d'emprisonnement à perpétuité sans possibilité de libération conditionnelle). Si le délinquant est âgé d'au moins 21 ans, les lignes directrices stipulent que le point de départ de la peine commence à partir de 30 ans.

## Par d'autres enfants

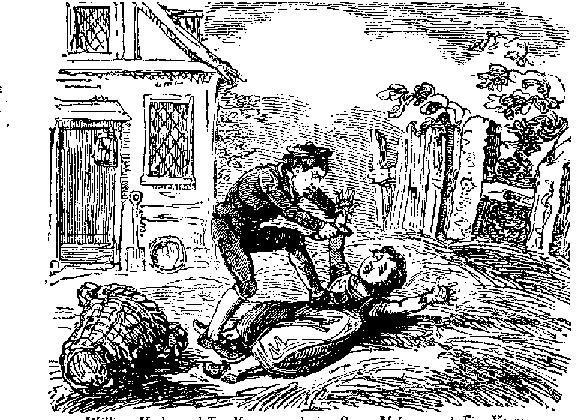
Illustration du XVIIIe siècle de William York, 10 ans, assassine Susan Matthew, 5 ans, le 13 mai 1748, tirée du calendrier Newgate

Dans une grande partie des pays, les cas où des enfants sont tués par d’autres enfants sont très rares. Selon les statistiques du ministère américain de la Justice pour 1996, le meurtre d'un enfant sur cinq est commis par d'autres enfants. Plusieurs meurtres commis par des enfants ont fait l’objet d’une grande couverture médiatique. L'un d'entre eux est le meurtre, du garçon de 2 ans, James Bulger, par Robert Thompson et Jon Venables, tous deux âgés de 10 ans, le 12 février 1993 à Bootle, dans le Merseyside, en Angleterre . Celui-ci est battu et lapidé avant que son corps, inconscient, ne soit laissé sur la voie ferrée pour donner l'impression qu'un train l'avait heurté. Les assassins de Bulger sont devenus les plus jeunes meurtriers condamnés de l'histoire moderne du Royaume-Uni. Un autre cas connu au Royaume-Uni s'est produit en 1968 à Newcastle upon Tyne, lorsque Mary Bell, 10 ans, est reconnue coupable d' homicide involontaire en raison d'une responsabilité dans la mort des deux jeunes garçons Martin Brown et Brian Howe. Elle est libérée en 1980 à l'âge de 23 ans. Un autre cas de ce type a eu lieu en 1998, Madelyn Clifton, 8 ans, est tuée par Josh Phillips, 14 ans.

## Par des professionnels de la santé
Des enfants, en particulier des nourrissons, sont tués par des professionnels de la santé. Katherine Ramsland, experte en tueurs en série, estime que les prédateurs peuvent considérer les espaces de santé comme des « lieux de confiance » où ils ont des avantages. Alors que d'autres tueurs peuvent décider de réduire la charge de travail, ou piéger quelqu'un par méchanceté, ou avoir un complexe avec Dieu et penser qu'ils aident leurs victimes, ou rechercher de l'attention, ou des sensations fortes. L’un des cas les plus populaires est celui de l’infirmière Lucy Letby, qui est accusée d’ avoir tué au moins 7 nourrissons entre juin 2015 et 2016 à l’ hôpital Countess of Chester et d’avoir tenté d’en tuer 10 autres.

## Couverture médiatique

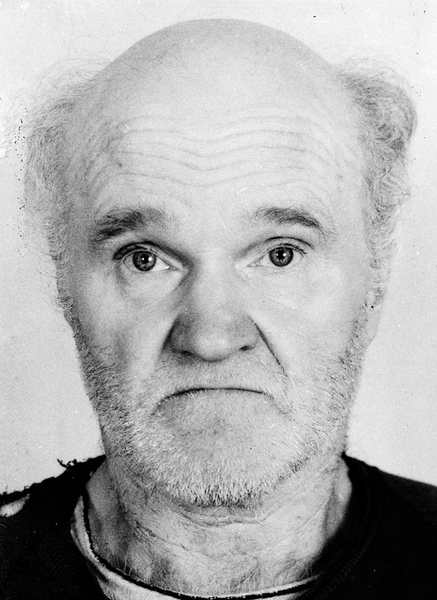
Jammu Siltavuori, également connu sous le nom de « Oncle Jammu », a assassiné deux fillettes de huit ans en 1989,.

En 1992, lors d'une fusillade, le jeune de Dantrell Davis, âgé de 7 ans est tué, alors qu'il quitte les logements sociaux Cabrini-Green pour aller à l'école. Le Chicago Tribune a mis tous les meurtres d'enfants en première page (en général, aucun meurtre ne faisait la une des journaux). Et nous pouvons compter, que lors de l'année 1992, 62 meurtres d’enfants ont été signalés
Les décès multiples au cours d'un même incident, comme la fusillade de Columbine en 1999 et la tuerie de l'école primaire de Sandy Hook en 2012, ont tendance à attirer le plus d'attention des médias, mais selon les statistiques sont bien plus rare.
En Espagne, en 2013, le meurtre de la jeune Asunta Basterra Porto, et l'Affaire Asunta Basterra qui s'ensuit, défraient la chronique, comme le fut l'Affaire Grégory en France dans les années 1980.

## Génocide et enfants soldats
L'utilisation d'enfants par des organisations militaires fait référence au fait que des enfants sont mis en danger lors d'actions militaires, dont le but est de protéger un lieu ou de faire de la propagande. Ceci est quelquefois appelé sacrifice d'enfants. Cela peut également faire référence à l’utilisation d’enfants comme enfants soldats.
La Journée internationale de la main rouge, le 12 février, est une journée de commémoration annuelle dont le but est t'attirer l'attention du public sur la pratique qui consiste à utiliser des enfants comme soldats dans des guerres et/ou des conflits armés.

## "Meurtres de Muti"
Le meurtre médical (souvent appelé meurtre muti ) est une pratique de sacrifice humain et de défiguration associée aux pratiques médicinales traditionnelles, telles que le Muti . Les victimes des meurtres sont souvent des enfants. Les organes et/ou parties du corps sont généralement prélevés alors que l’enfant est encore en vie. Un enfant inconnu (appelé Adam ), dont le torse décapité est retrouvé dans la Tamise à Londres en 2002, a potentiellement été victime d'un meurtre muti.

## Enfants royaux assassinés

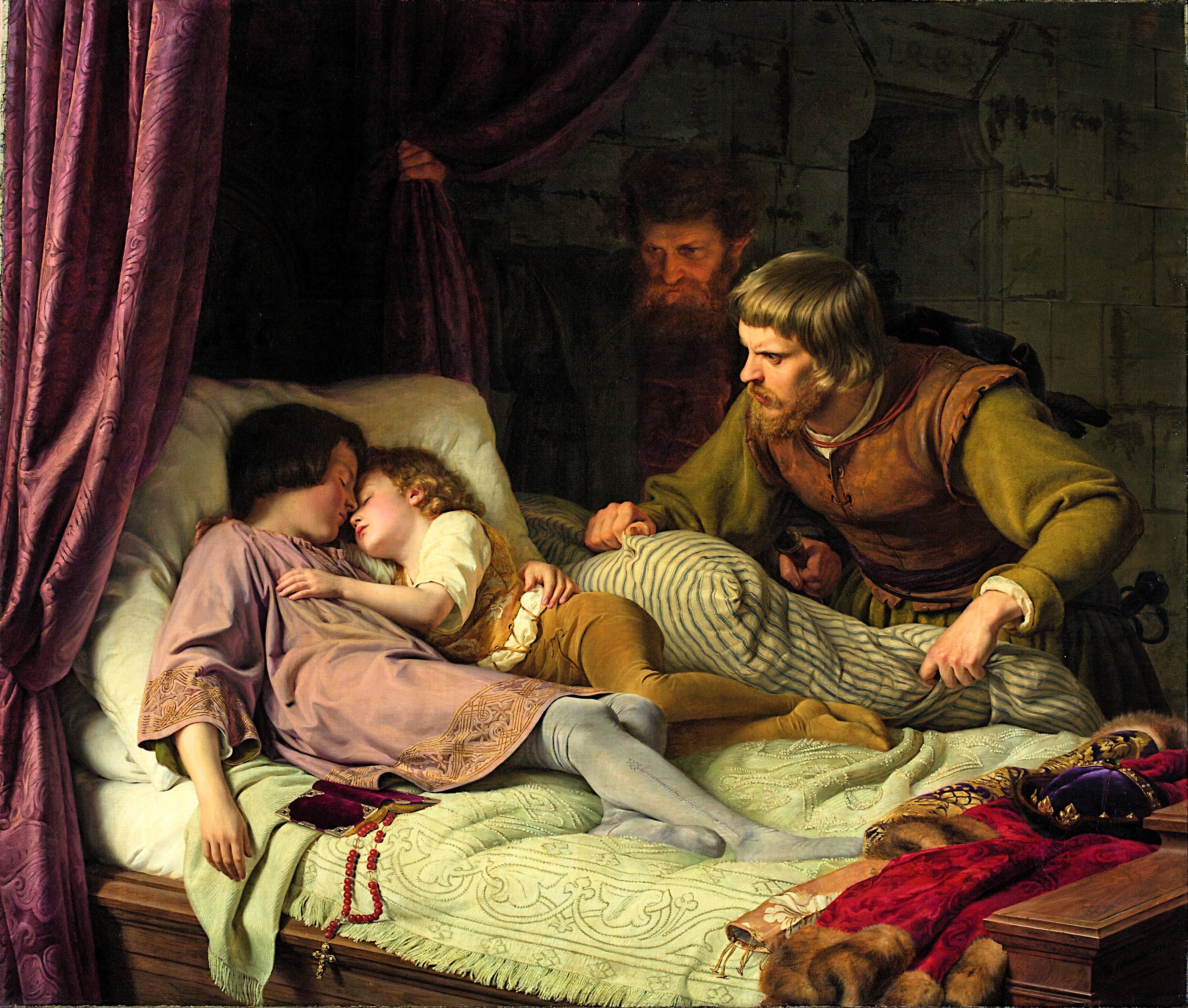
Un tableau de 1835 de Theodor Hildebrandt intitulé Le meurtre des fils d'Édouard IV représentant Édouard V d'Angleterre et son frère Richard d'York sur le point d'être tués.

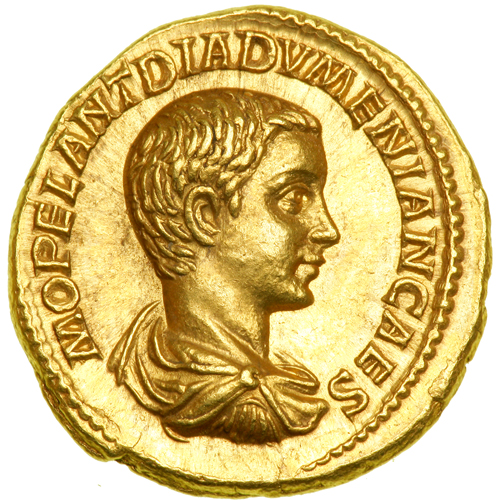
Diaduménien, tué à l'âge de neuf ans

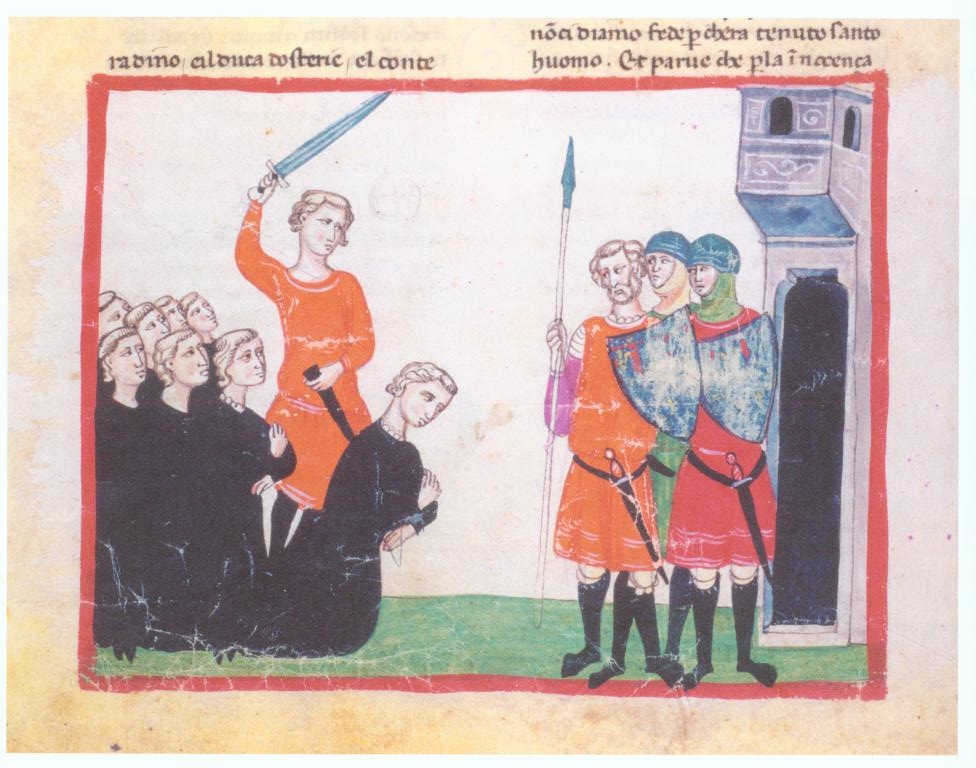
Agé de 16 ans, Conradin a été décapité.

Jacques-Victor Henry, prince royal d'Haïti, assassiné par les révolutionnaires à l'âge de 16 ans

- Alexandre IV (roi de Macédoine), 323 - 310 av. J.-C.
- Deux fils de la Reine douairière Zhao de Qin et de son amant Lao Ai, 238 av. J.-C.
- Hiéronyme de Syracuse, 230 - 214 av. J.-C.
- Ptolémée XV, 47 - 23 av. J.-C.
- Julia Drusilla, 4 septembre 39 - 24 janvier 41
- Diaduménien, 208 - 218
- Valerius Licinianus Licinius, 315 - 326
- Gisald (fils de Sigismond roi des Burgondes), 1er mai 524
- Gondebaud (fils de Sigismond roi des Burgondes), 1er mai 524
- Thibaut  (fils de Clodomir), 521 - 531
- Gonthier (fils de Clodomir), 523 - 531
- Saint Trémeur (fils ou beau-fils de Conomor), VIe siècle
- Tibère (fils de l'empereur romain d'Orient Maurice), 27 novembre 602
- Pierre (fils de l'empereur romain d'Orient Maurice), 27 novembre 602
- Paul (fils de l'empereur romain d'Orient Maurice), 27 novembre 602
- Justin (fils de l'empereur romain d'Orient Maurice), 27 novembre 602
- Justinien (fils de l'empereur romain d'Orient Maurice), 27 novembre 602
- Mérovée (fils de Thibert II d'Austrasia), 612
- Chilpéric, roi d'Acquitaine, 632
- Tibère, (fils de Justinien II), 705 - décembre 711
- Édouard le Martyr, 962 - 18 mars 978
- Plusieurs fils de Harald Kesja, dont certains étaient peut-être mineurs, sont assassinés en 1135
- Harald Sigurdsson (fils de Sigurd II de Norvège & Christina de Norvège), est assassiné dans les années 1160, avant sa majorité
- Alexis II Comnène, 10 septembre 1169 - octobre 1183
- Empereur Antoku du Japon, 22 décembre 1178 - 25 avril 1185
- Vira Bahu I, roi de Polonnaruwa, 1179 - 1196
- Conradin roi de Sicile, 25 mars 1252 - 29 octobre 1268
- Şehzade Halil,1346 -1362
- Thong Lan, roi d'Ayutthaya, 1373/74 -1388/89
- Chang (Goryeo), 6 septembre 1381 - 31 décembre 1389
- Yi Bang-Beon (fils du roi Taejo et de la reine Sindeok), 1381 - 6 octobre 1398
- Yi Bang-Seok (fils du roi Taejo et de la reine Sindeok), 1382 - 6 octobre 1398
- Danjong, 23 juillet 1441 - 24 décembre 1457
- Alexis V de Trébizonde, 1454 - 1er novembre 1463
- Édouard V, 2 novembre 1470 - septembre 1483
- Richard de Shrewsbury, Duc d'York, 17 août 1473 - septembre 1483
- Lê Quang Trị, empereur d'Annam, 1509 - mai 1516 (ses deux frères ont été tués avec Quang Trị)
- Fédor II, 1589 - 20 juin 1605
- Louis XVII, 27 mars 1785 - 8 juin 1795
- Victor-Henry Christophe,prince d'Haiti, 3 mars 1804 - 18 octobre 1820
- Anastasia Nikolaïevna de Russie, 18 juin 1901 - 17 juillet 1918
- Alexis Nikolaïevitch de Russie, 12 août 1904 - 17 juillet 1918

## Les références
1. ↑  [https://ici.radio-canada.ca/nouvelle/617500/cathie-gauthier-cour-supreme-proces Radio Canada. « Pas de nouveau procès pour Cathie Gauthier ». 7 juin 2013. En ligne. Page consultée le 2022-06-23
2. ↑  R. c. Gauthier, 2013 CSC 32
3. ↑  United States Department of Justice, Federal Bureau of Investigation. (2009). Crime in the United States: Uniform Crime Report, 2008. Retrieved from « Expanded Homicide Data Table 2 - Crime in the United States 2008 » [archive du 19 août 2010] (consulté le 27 août 2010)
4. ↑  « Use of the Death Penalty for Killing a Child Victim »
5. ↑  The 2015 Florida Statutes
6. ↑  (en-US) Kuroski, « "Evil Born": The Vicious Crimes Of 11-Year-Old Murderer Mary Bell », All That's Interesting, 24 octobre 2021 (consulté le 20 février 2022)
7. ↑  (en) Peplow, « Lucy Letby: Inside the mind of a serial killer - the psychology behind healthcare murderers » [archive du 19 août 2023], Sky News, United Kingdom, 19 août 2023
8. ↑  Harwood-Baynes et Parmenter, « How the Police caught Lucy Letby » [archive du 18 août 2023], Sky News, United Kingdom, 17 août 2023
9. ↑  « Episode 004: Uncle Jammu », True Crime Finland, 8 septembre 2017 (consulté le 27 octobre 2020)
10. ↑  Nodes of Contemporary Finnish Literature - Oapen
11. ↑  (es) « ¿Por qué asesinaron Rosario Porto y Alfonso Basterra a su hija? Las incógnitas que quedaron sin resolver del caso Asunta », sur La Voz de Galicia, 22 avril 2024 (consulté le 15 décembre 2024)
12. ↑  « Asunta est morte par asphyxie - Sombre affaire en Espagne », sur parismatch.com, 25 octobre 2013 (consulté le 15 décembre 2024)
13. ↑  « Torso murder reward offered », BBC News,‎ 21 décembre 2001 (lire en ligne, consulté le 28 avril 2010)

## Source
- (en) Cet article est partiellement ou en totalité issu de l’article de Wikipédia en anglais intitulé « Child murder » (voir la liste des auteurs).